# Sumpigaster sumatrensis
Sumpigaster sumatrensis là một loài ruồi trong họ Tachinidae.